# Völkermarkter Stausee
Der Völkermarkter Stausee liegt in Südkärnten in den Gemeinden Völkermarkt (links und nördlich liegen) und St. Kanzian (rechts). Er ist etwa 21 km lang und bis zu 1,5 km breit. Das drittgrößte Gewässer Kärntens entstand 1961 durch Aufstauung der Drau für das Kraftwerk Edling. In Flussrichtung läuft der See über 3/4 seiner Länge nach Nordost und ONO, dann kurz nach S und zuletzt nach O. Der See ist am Ende mit 24 Metern bei den sogenannten Teufelsinseln am tiefsten, die Durchschnittstiefe beträgt nur 3 bis 5 Meter.

## Nutzung
Der See hat für den Rudersport und Angler Bedeutung (Brachsenregion). Zwei Bootshäfen fördern die Befahrung des Stausees mit Elektro- und Motorbooten.
Das Schwimmen ist aufgrund der Strömung wenig populär. Das Wasser des Sees erwärmt sich selbst im Sommermonat Juli kaum, bestenfalls auf 18 Grad Celsius. Zudem ist das Gewässer durch Schwebstoffe nicht sehr klar. Das Eislaufen ist ebenfalls wegen des stetigen Fließens mangels einer tragfähigen Eisdecke kaum möglich und daher behördlich verboten.

### Ehemalige Personenschifffahrt
Bis 2022 betrieb die insolvent gegangene Schiffahrt Südkärnten GmbH eine Personenschifffahrt zwischen 2 Landungsstegen im See. Das einzige Schiff Magdalena liegt am Anleger an der Tainacher Brücke in St. Kanzian Mitte 2023 noch zum Verkauf. Das 23 m lange Stahlrumpfpersonenschiff mit Dieselmotor weist ein verglastes Unterdeck und ein offenes Oberdeck für insgesamt 160 Personen auf.

## Beleuchtete Brücke

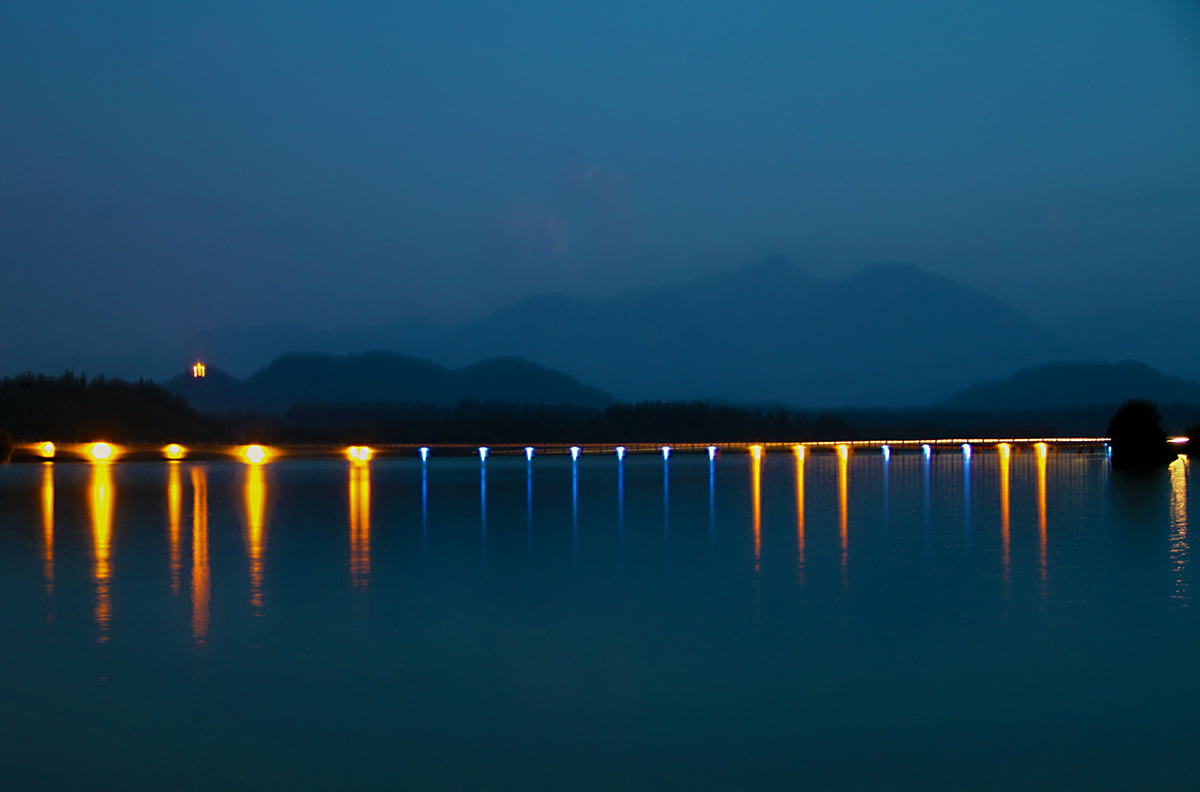
Nächtlich bunt beleuchtete Völkermarkter Brücke (2020)

2002 wurde die von Edwin Wiegele zweifärbig gestaltete Beleuchtung der Pfeiler der Brücke bei Völkermarkt eröffnet. Die Drau erscheint oft grün. Der Künstler wählte als Lichtfarben Blau und Gelb, da diese gemischt Grün ergäben.

## Einzelquellen
1. ↑  „Magdalena“-Schiff zu verkaufen orf.at, 2. Juli 2023, abgerufen am 2. Juli 2023.